# Leon Goretzka
Leon Goretzka (Bochum, 6 de fevereiro de 1995) é um futebolista alemão que atua como meio-campista. Atualmente defende o Bayern de Munique.

## Carreira

### VfL Bochum
O jogador integrou às categorias de do VfL Bochum em 2001 e ficou lá até o ano de 2012, onde conseguiu vencer a Medalha Fritz Walter de melhor jogador sub-17 da Alemanha.
Após passar pelas Categorias de Base do Bochum, Leon estreou oficialmente na equipe principal no dia 4 de agosto de 2012, pela primeira rodada da 2. Bundesliga daquela época. Já em sua estreia, diante o Dynamo Dresden, o atleta foi titular e marcou um gol aos 52 minutos de jogo. Ao apito final, sua equipe conseguiu vencer o adversário por 2 a 1.
Ao longo de seu debut profissional, o jogador tivera destaque em uma campanha irregular do Bochum. A equipe tivera momentos em que brigara contra o rebaixamento para terceira divisão, mas coube a Goreztka auxiliar seus companheiros em determinados jogos e terminou sua única participação naquela Liga com quatro gols e garantiu-se na 15ª colocação.
Além de estar presente na campanha que garantiu a equipe na Segunda Divisão, pôde também estar em campo na Copa da Alemanha de 2012–13, onde viu a equipe fazer uma campanha sólida que só parou nas quartas de final. No percurso, apesar de não ter balançado as redes, contribuiu com três assistências em jogos da 2ª Eliminatória e das Oitavas de final.
O jogador passou a ser cobiçado por outros times da Europa e jogador buscou sua saída da equipe, contudo, encontrou uma resistência dos representantes do Bochum. Desse modo, quando já tinha assinado com o FC Schalke 04 em junho de 2013, processou seu time na Justiça do Trabalho por eles estarem impedindo a negociação de acontecer.
Apesar do imbróglio, as equipes entraram em um acordo e o jogador foi vendido para o tradicional time alemão naquele mesmo período pelo valor de sua cláusula de rescisão: 2,7 milhões de euros.

### Schalke 04

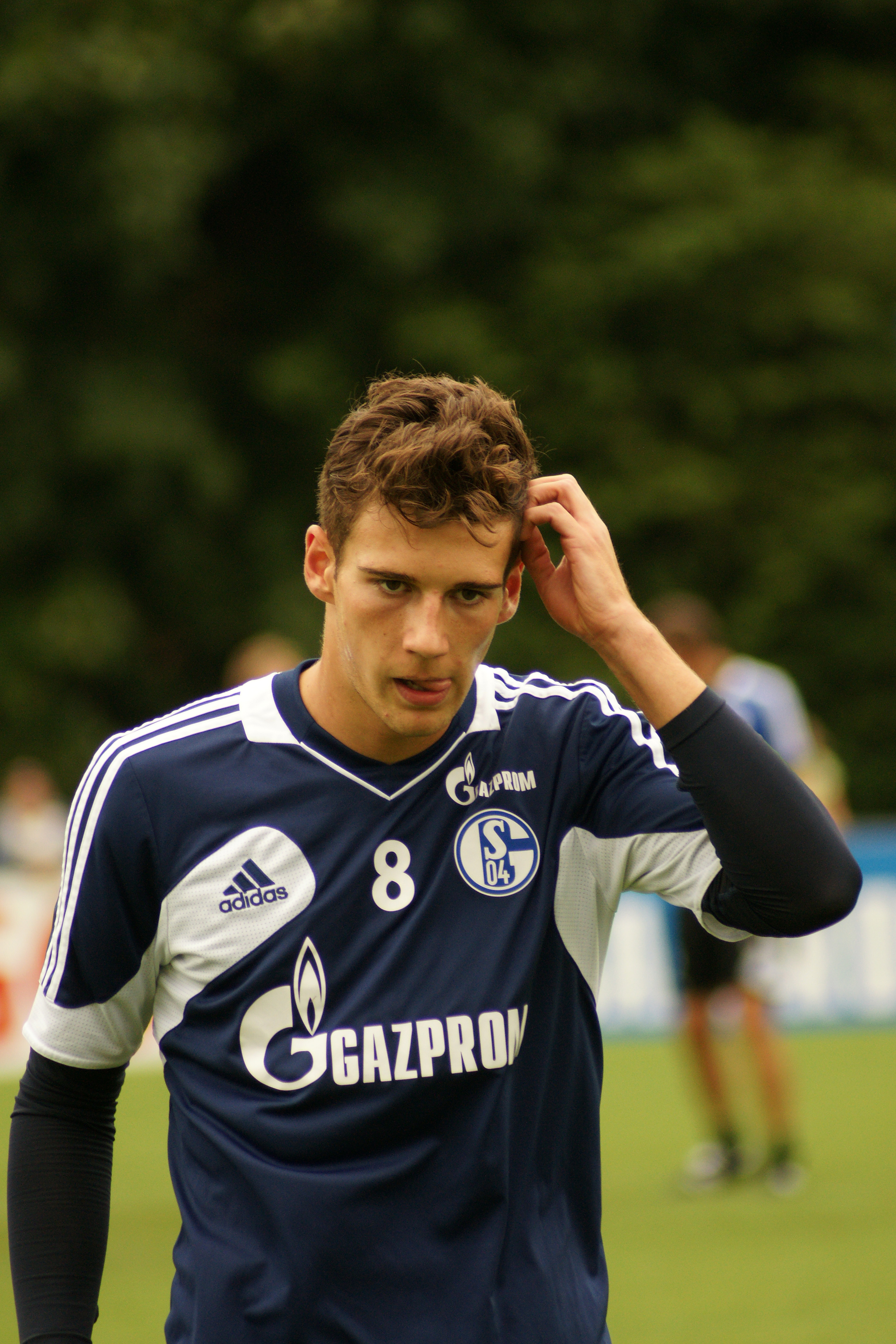
Leon em 2013.

Em 3 de junho de 2013, o jogador assinou com o Schalke 04 em um contrato de cinco anos.
O início de sua passagem pelo tradicional clube do seu país foi conturbado. O jogador acumulava poucos minutos na Bundesliga de 2013–14 e tivera de conviver com momentos ausentes por lesões na reta final de 2013.
Ainda nesse momento incerto, o médio conseguiu balançar as redes pela primeira vez na Elite Alemã ao acertar um chute com o pé direito no gol do Eintracht Braunschweig, na 9ª rodada da Liga.
Retornando para a segunda metade do Campeonato, ele começou a ter mais sequência e voltou a estufar as redes adversárias mais três vezes na Bundesliga. Contrapondo sua época passada, onde brigou contra o rebaixamento, a equipe garantiu-se na terceira colocação e disputaria a Liga dos Campeões da próxima época.

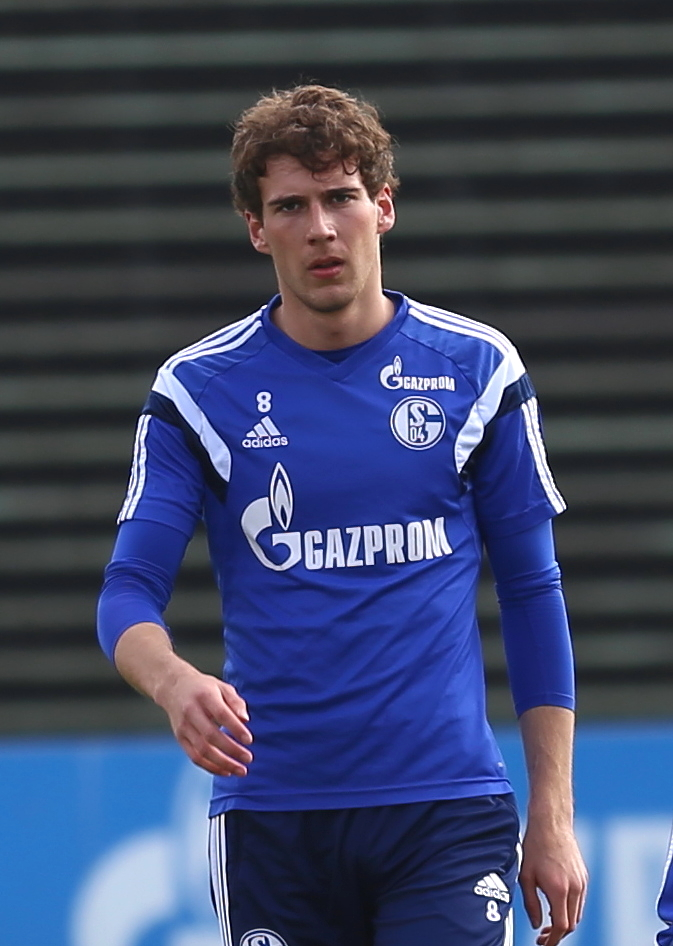
Goretzka em 2015.

Apesar da campanha boa na época passada, o jogador tivera um problema na coxa, em um amistoso pela Seleção Alemã, que o tirou de quase todos os jogos da época 2014–15. Desse modo, ao retornar contra o TSG Hoffenheim, o meio-campista só fizera 11 partidas em todas as competições e não balançou as redes nenhuma vez. O time terminou em sexto colocado na Bundesliga.
Fixo no clube, Leon esteve em campo de novo pelo Schalke pela Bundesliga de 2015–16. Lá, sofreu com menos lesões, mas também não participou diretamente de muitos gols, tendo estufado as redes adversárias apenas uma vez em 25 jogos de Liga.
Em suas próximas duas temporadas, o jogador conseguiu conciliar seus jogos com um número menos expressivo de lesões. Pela Bundesliga de 2016–17, o médio fizera cinco tentos em 30 jogos. Nessa época, marcou tais gols em apenas três adversários diferentes, pois estufou as redes do Borussia Mönchengladbach e VfL Wolfsburg duas vezes – uma em cada turno. A única equipe diferente que foi vítima de sua finalização perfeita foi o Hertha BSC, na 20ª rodada.
A última vez que Leon defendeu o Schalke na Bundesliga foi na época 2017–18. Lá, ele marcou quatro gols, sendo três deles em sequência. Na quarta rodada, fizera um tento contra o Werder Bremen e depois, nas partidas sete, oito e nove, vencera os goleiros adversários uma vez cada nos jogos diante o Bayer Leverkusen, Hertha BSC e Mainz 05. Nesse momento também conseguiu a melhor colocação da equipe na Competição, já que terminou com o vice-campeonato.
Ainda em solo alemão, Leon não fizera tantas campanhas sólidas na Copa da Alemanha. Em suas duas primeiras temporadas, a equipe só tinha conseguido ir, no máximo, às oitavas de final em 2013 – quando foram eliminados, sem Goretzka em campo, pelo Hoffenheim de Kevin Volland e Roberto Firmino. Em tal período, o alemão marcou duas vezes na competição.
Depois disso, o médio passou a disputar com mais frequência a Copa, mas ficou novamente sem o título nas próximas duas épocas. Em 2016–17, foi eliminado pelo Bayern de Munique nas quartas de final após perderem o jogo por 3 a 0. No ano seguinte, estacionaram a campanha até a final por perderem nas semis para o Eintracht Frankfurt por 1 a 0.
Ele teve a oportunidade de disputar as duas principais competições de clubes europeus em seus anos no Schalke. Em 2013, após passar pelos play-offs diante o PAOK, Leon disputou a Liga dos Campeões da UEFA pela primeira vez em sua carreira. Por conta de algumas lesões sofridas ao longo de sua época inicial no Schalke, o atleta fizera apenas quatro partidas pelo clube e viu a equipe ser eliminada diante o Real Madrid nas oitavas de final.

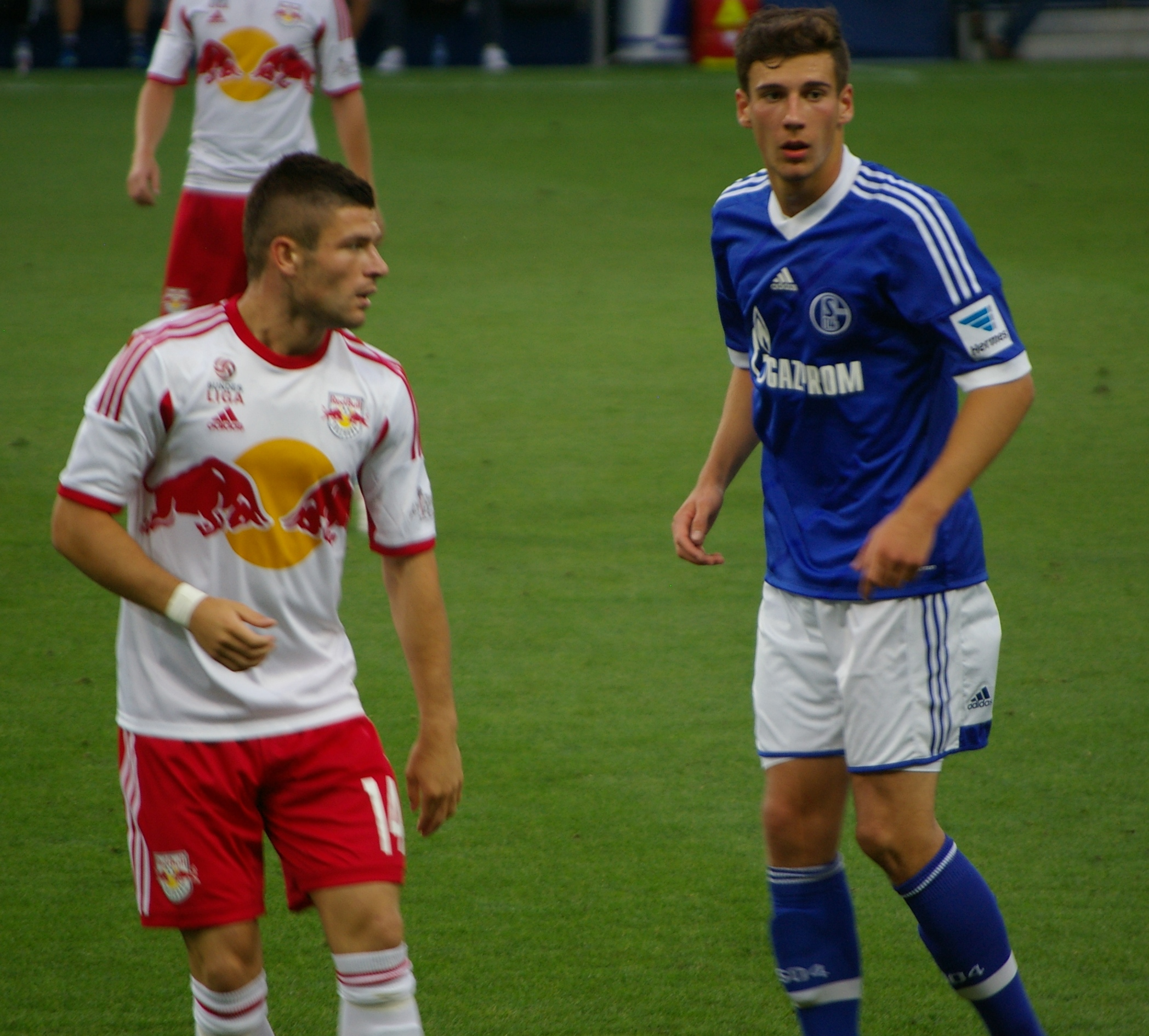
Leon também enfrentou o Salzburg em um amistoso de 2013.

Na Liga dos Campeões da UEFA de 2014–15, Leon jogou apenas na partida na competição por conta de sua lesão na coxa sofrida em um amistoso pela Seleção. Na ocasião, foi novamente eliminado pelos Merengues nas oitavas de final em um jogo que terminou com a vitória dos alemães por 4 a 3. Por conta do placar do jogo de ida, a equipe de Cristiano Ronaldo, comemorou a classificação.
De 2015 até 2017, o jogador tivera de disputar partidas da Liga Europa. No seu primeiro ano, fooi uma peça frequentemente utilizada na campanha que terminou nos 16 avos diante o Shakhtar Donetsk. Na época posterior, foi tão utilizado quanto e performou de maneira mais agradável aos torcedores. Em sua segunda partida, diante o RB Salzburg, marcou um tento de cabeça contra os austríacos. Seguindo, voltou a balançar as redes contra o Borussia Mönchengladbach nas oitavas de final e repetiu o feito no jogo de volta contra o Ajax. Apesar da vitória por 3 a 2, os neerlandeses passaram de fase pelo placar agregado de 4 a 3. 
Após 130 partidas pelo clube, onde marcou 19 gols, o médio optou por não renovar o contrato com a equipe. Assim que pôde, assinou um pré-contrato com o maior campeão alemão e deixou a equipe em 2018.

### Bayern de Munique

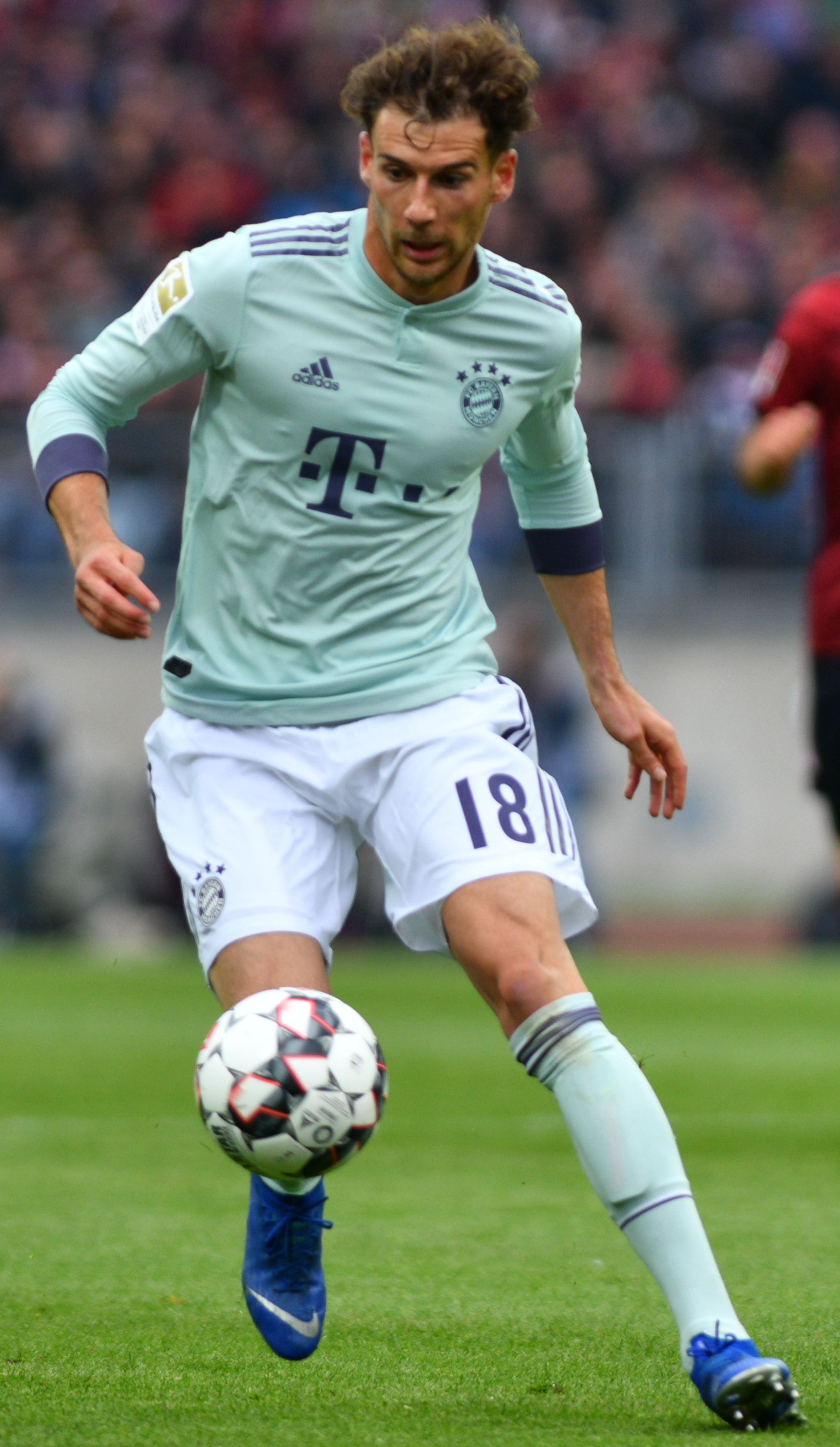
Goretzka pelo Bayern.

Com seu contrato no Schalke 04 chegando ao fim, Goretzka recebeu propostas de Liverpool, Bayern de Munique e até do Barcelona. Em 19 de janeiro de 2018, o meia assinou um contrato de quatro anos com o Bayern de Munique e começou a jogar no clube na temporada 2018-19.
Leon começou sua prolífica carreira no Bayern no dia 12 de agosto de 2018. Na partida, válida pela Supercopa da Alemanha de 2018, o jogador atuou por 26 minutos no título nacional contra o Eintracht Frankfurt por 5 a 0. Ao longo de sua passagem, ele voltou a disputar a competição em três oportunidades, onde venceu somente em 2021, diante o Borussia Dortmund.
Leon teve sua estreia na Bundesliga na primeira rodada do Campeonato Alemão em 24 de agosto de 2018. No primeiro dia do mês seguinte, o meio-campista tivera exímia participação na vitória por 3 a 0 diante o VfB Stuttgart; na partida, abriu o placar aos 37 minutos e depois deu uma assistência para Robert Lewandowski marcar o segundo gol do jogo com o pé esquerdo. Ao longo da temporada, tivera demasiado destaque no mês de janeiro de 2019, onde fizera um doblete contra o TSG Hoffenheim antes de novamente estufar as redes do Stuttgart, e se tornou o primeiro jogador do clube a vencer o prêmio de Melhor Jogador do Mês naquela época.
Ao fim daquela época, enquanto o clube brigava ativamente pelo título, ganhando posições ao longo dos jogos, o Bayern chegou à liderança na 25ª rodada e permaneceu assim até o apito final contra o Frankfurt na 34ª jornada. Desse modo, com oito gols e quatro assistências em 30 jogos, ele tornou-se uma importante figura no título alemão, o primeiro de sua carreira.
Após recuperar-se de uma lesão na coxa sofrida em campo pela Seleção Alemã de Futebol, e passar por uma cirurgia bem-sucedida, o médio retornou aos gramados na oitava rodada da Bundesliga de 2019–20. Essa época foi marcada pela Pandemia de COVID-19, e a equipe precisou de uma ausência de dois meses dos gramados até voltar a performar no quinto mês de 2020. Na reta final, Leon teve grande destaque e marcou três gols até o fim do Campeonato, isso significou 50% de seus tentos totais em 24 partidas. Além dos gols, marcou cinco assistências.
Enquanto estava ausente do futebol durante a Quarentena, quando os jogadores ficaram longe das partidas por conta da Pandemia de COVID, o atleta dedicou-se a trabalhar de maneira mais intensa o seu físico. Assim, ao fim da vitoriosa época, ele chamou a atenção positivamente pela sua mudança física considerável. Se outrora era um jogador com um corpo magro, depois do momento longe dos gramados tornou-se um homem com músculos destacados.
| “ | Olhando para o Leon, você pode notar que ele ganhou massa muscular. Isso beneficia o jogo dele. Ele tem sido um grande meio-campista, muito presente e sempre roubando bolas. | ” |
| — Hansi Flick, treinador do Bayern, sobre o físico de Leon. Com ele, os demais atletas do elenco alemão também investiram em exercícios de musculação em 2020. | |   |

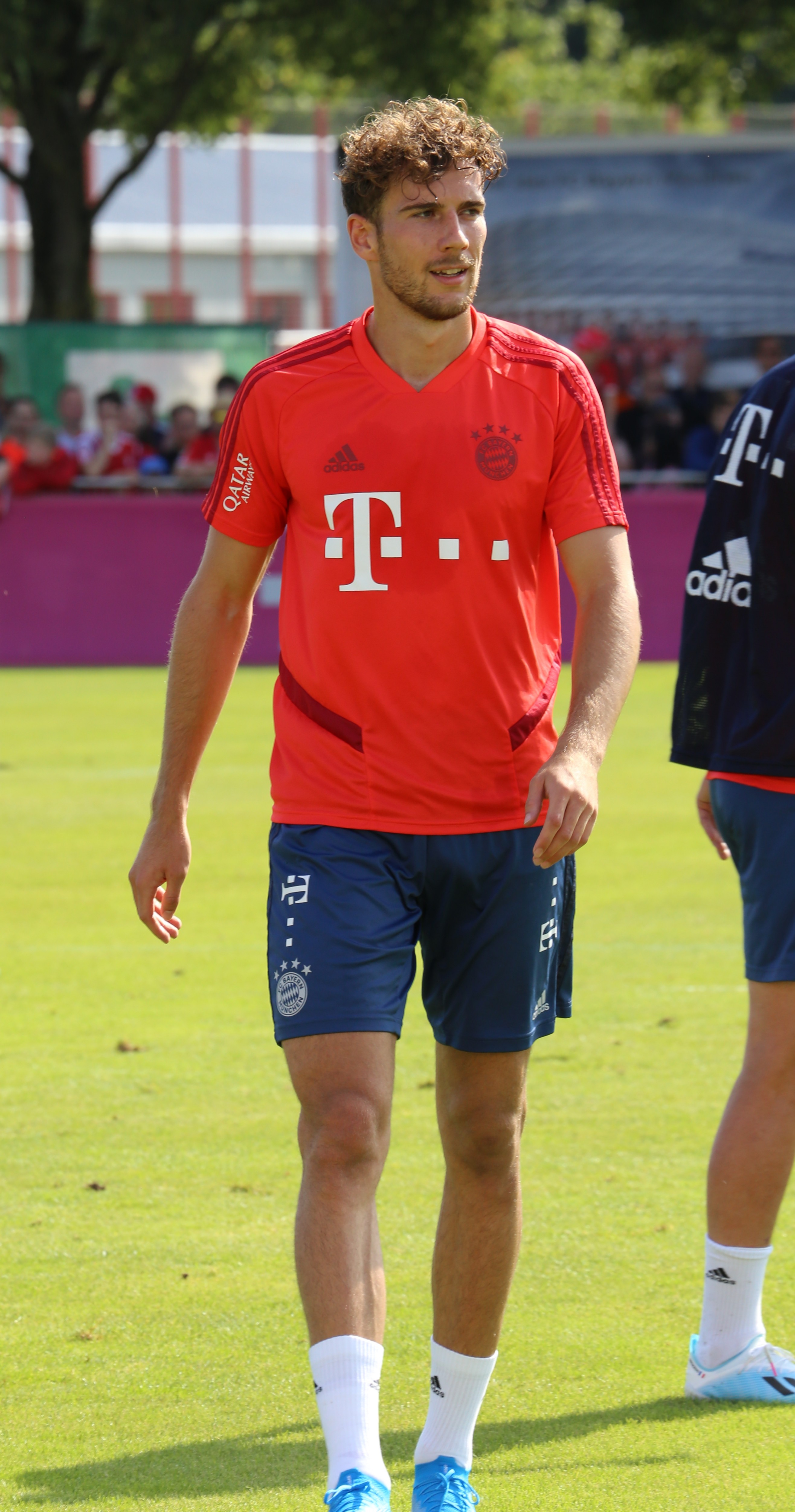
Goretzka treinando com o elenco do Bayern e 2019.

Entre elogios ao treinador e comentários sobre a sua estadia na equipe, o médio comentou sobre sua mudança na forma física adquirida durante a Pandemia:
| “                              | Vi a oportunidade de conseguir algo positivo para mim com a pausa obrigatória. Pude treinar sem ter que me preocupar com jogos ou outras obrigações que você tem como jogador de futebol profissional. Posso dizer que agora me sinto mais em forma e estável do que nunca. | ” |
| — Leon sobre sua forma física. | |   |

Pouco antes do início da temporada seguinte, o alemão teve uma entrevista exclusiva com a ESPN (Brasil) e comentou sobre seu período na equipe hegemônica. Ele falou sobre a dominância do Bayern na competição, bem como elogiou dois jogadores brasileiros: Philippe Coutinho e Rafinha. Sobre este último, ele comentou que era um jogador "top" e que sentia saudades de jogar com ele.
Em setembro de 2020, retornou aos gramados da Bundesliga de 2020–21 e participou da goleada do Bayern diante o seu ex-clube. Aos 19 minutos do primeiro tempo, recebeu um passe de Thomas Müller e aplicou um forte chute com o pé direito de fora da área. A bola atravessou a linha do gol na sequência e o meio-campista não esboçou nenhuma comemoração contra sua equipe anterior.
Seguindo a temporada, que viria a ser interrompida algumas vezes por lesões menores e COVID-19, o atleta viria a marcar cinco gols e cinco assistências, com destaque para sua singular performance contra o 1. FC Köln, onde deu três passes para Eric Maxim Choupo-Moting, Robert Lewandowski e Serge Gnabry ajudarem na goleada por 5 a 1 diante a equipe adversária na 23ª rodada. A equipe novamente levantou o tradicional troféu nacional ao ficarem em primeiro colocado com 78 pontos.
Depois dessa época, o jogador passou a ser o desejo de outras grandes equipes europeias. Mas mesmo tendo o interesse do Manchester United e do Real Madrid, Leon aceitou a oferta do Bayern e renovou o seu contrato até o fim da temporada 2025–26.
Na Bundesliga de 2021–22, o médio viria a ter uma campanha modesta. No final de 2021, o jogador viria a sofrer uma lesão muscular séria. Com isso, perdeu diversas partidas do Campeonato Alemão, sendo substituído majoritariamente Corentin Tolisso, e participou somente de três gols em 19 jogos na Liga. Ele pôde se recuperar antes do fim da competição, mas logo sofreria outro problema, dessa vez no joelho, pouco antes da pré-temporada do clube.
Assim que se recuperou de uma anomalia no joelho esquerdo, que foi retirada com sucesso através de uma cirurgia, o médio retorna aos gramados da Bundesliga na quinta rodada. Nessa mesma época, a equipe alemã já havia perdido o seu principal atacante para o Barcelona, e a equipe da Baviera passou a ter mais dificuldades de manter a hegemonia imposta pelo clube há uma década. Nas 27 partidas disputadas, contribuiu com três gols e duas assistências, sendo uma delas para seu companheiro de meio de campo, Joshua Kimmich, e outro para a jovem promessa alemã Jamal Musiala.
Na última rodada, o Borussia Dortmund liderava o Campeonato e necessitava apenas que o Bayern não vencesse o seu jogo. Jamal Musiala fizera o tento que garantiu a vitória diante o 1. FC Köln nos acréscimos do segundo tempo. Leon não participou desse tento específico, mas ajudou o time de Julian Nagelsmann a não ser derrotado pela equipe amarela que quase conquistou o troféu. Na 9ª rodada, Goretzka abriu o placar diante o clube de Marco Reus, mas viu o clube buscar o empate ao longo do jogo e a partida terminou empatada por 2 a 2. No segundo turno, ele não participou de nenhum gol na vitória de sua equipe, mas esses quatro pontos conquistados (e o tropeço do adversário) foram essenciais para manter o sonho do título vivo até a rodada de encerramento.
Compreendendo a necessidade de mudança, o Bayern contratou Harry Kane para assumir a lacuna deixada pelo seu antigo centroavante goleador. O inglês fizera uma sólida campanha e foi para ele a primeira assistência de Leon naquela época. Todavia, mesmo com o os seis gols de Goretzka, somado a suas sete assistências, e a artilharia da Bundesliga e da Europa de Kane; o Bayer Leverkusen, comandado pelo jovem Xabi Alonso, conseguiram construir uma grande campanha e venceram o Campeonato Alemão invictos, quebrando a poderosa hegemonia montada pelo clube bávaro.
Nessa mesma época, tivera grande destaque individual em uma partida na 25ª rodada. Em um jogo que terminou 8 a 1 contra o Mainz 05, Leon participou diretamente de quatro tentos. Após Kimmich cobrar uma falta, coube ao médio acertar o gol adversário com uma cabeçada e ampliar o placar para 2 a 0. Nos acréscimos do primeiro tempo, ele acertou um cruzamento e Kane chutou com a perna esquerda para marcar o 3 a 1. Depois de dar mais uma assistência para Serge Gnabry marcar na metade do segundo tempo, Goretzka novamente fizera um tento de cabeça após passe de Joshua Kimmich no final da segunda etapa. Tal gol decretou números finais à goleada da sua equipe que viria a terminar o Campeonato em terceiro colocado.
Ao fim dessa época, o meio-campista passou a ter o seu futuro na equipe alemã em cheque. O Manchester United e o West Ham demonstraram um forte interesse pelo jogador, mas nenhuma das negociações avançou e o atleta permaneceu na equipe que viria a ser comandada, na época seguinte, pelo ex-zagueiro Vincent Kompany. Em entrevista, ele comunicou sobre o seu desejo:
| “                                | Do meu ponto de vista, tudo está claro: meu contrato vai até 2026, e não há razão para pensar em uma mudança… Tenho um novo papel em nosso sistema. Desde o início, eu queria aceitar e implementar o que o treinador esperava de mim. | ” |
| — Leon Goretzka sobre sua saída. | |   |

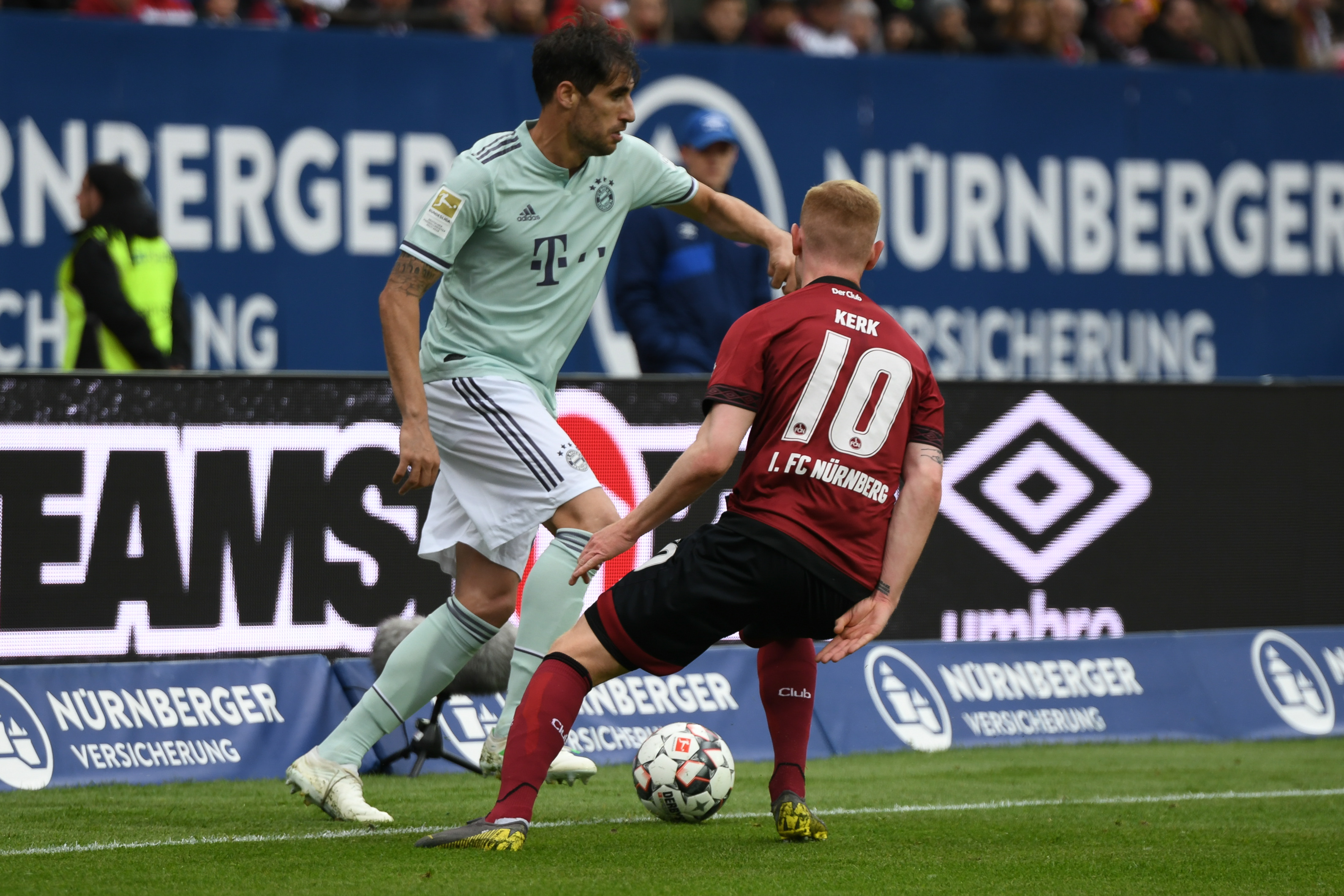
Goretzka contra o 1. FC Nürnberg em 2019.

Goretzka também pôde disputar a Copa da Alemanha nas suas primeiras cinco temporadas. Ele chegou na final nas duas primeiras temporadas, onde se ausentou na primeira decisão por conta de uma lesão; e jogou os 90 minutos no ano seguinte contra o Bayer 04. Em ambas as oportunidades a equipe conseguiu uma tranquila vitória e o médio comemorou o bicampeonato. Pelos próximos três anos, acumulou eliminações diante o Borussia Mönchengladbach, SC Freiburg, e a mais vexatória ocorreu em 2023 quando eles foram eliminados pelo 1. FC Saarbrücken, clube da terceira divisão alemã que viria, inclusive, alcançar a semifinal da Copa. Leon ficou ausente desse jogo por conta de uma fratura em sua mão.
O jogador também esteve em campo pela Liga dos Campeões da UEFA enquanto atuou pelo Bayern. Em sua primeira época, tivera uma campanha discreta que terminou nas oitavas de final diante o Liverpool comandado por Jürgen Klopp e com o trio de ataque formado por Salah, Mané e Firmino.
Pela Liga dos Campeões da UEFA de 2019–20, o Bayern tivera um grande desempenho. De 11 jogos possíveis, Leon ficou ausente de apenas os três primeiros e participou do restante da campanha finalista do clube. No decorrer dos jogos, marcou um dos seis gols do Bayern na goleada de 6 a 0 diante o Estrela Vermelha na Fase de Grupos; e deu uma assistência para Serge Gnabry marcar um dos oito gols da equipe diante o Barcelona nas quartas de final. Ao chegarem na Final, Leon foi titular diante o PSG de Neymar e Mbappé e viu os franceses amargarem o vice-campeonato, após perderem a decisão por 1 a 0.
Depois disso, na época 2020–21, marcou dois gols nos primeiros dois jogos contra o Atlético de Madrid e o Lokomotiv Moscou, mas foram eliminados pelo time que outrora foi vice-campeão na época passada. No jogo de volta das quartas de final, fase onde o Bayern padeceu, os alemães repetiram o resultado do jogo decisivo em 2020, mas o clube conseguiu passar de fase pelo critério do gol fora de casa.
O Bayern passou a ter mais duas eliminações consecutivas nas quartas de final. Em 2022, deixaram a competição após uma surpreendente classificação do Villarreal; e no ano seguinte, depois de Leon conseguir participar diretamente de seis gols, foram impedidos de seguir o caminho da semifinal após o Manchester City aplicar um placar de 4 a 1 no agregado.

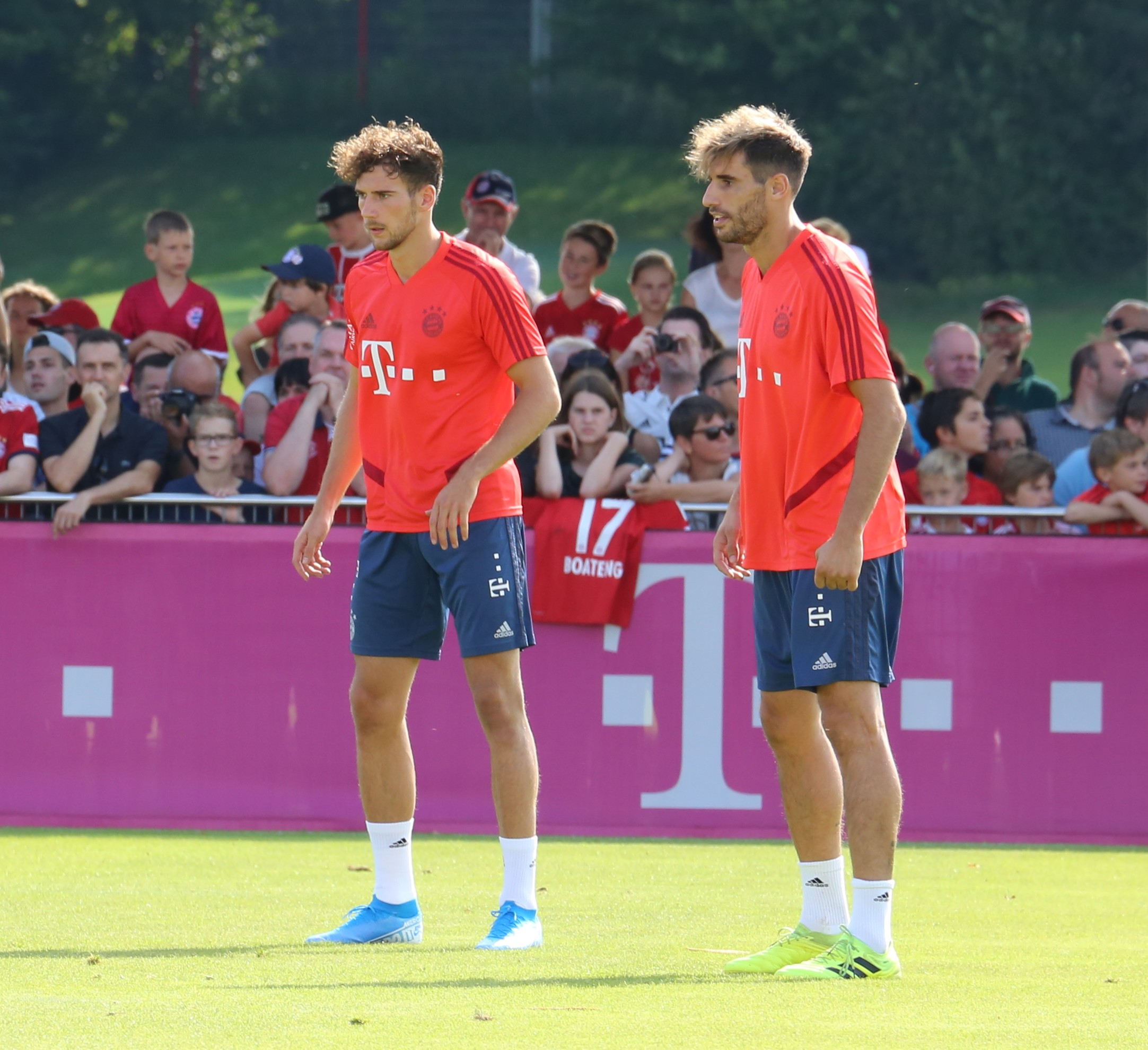
Leon Goretzka e Javi Martínez treinando pelo Bayern.

O clube só voltaria a chegar nas semifinais na Liga dos Campeões da UEFA de 2023–24, quando eliminaram, respectivamente, a Lazio e o Arsenal nas fases anteriores. Diante os Gunners, Goretzka deu um passe para Serge Gnabry empatar a partida em 1 a 1 aos 18 minutos no jogo de ida. Os bávaros tiveram a oportunidade de enfrentar o Real Madrid nos jogos que antecediam a final. Leon participou apenas de 45 minutos do jogo de ida e foi um suplente não utilizado na "polêmica" eliminação da equipe diante os Merengues.
Como venceu a Liga dos Campeões em 2020, o jogador teve a oportunidade de disputar a Supercopa da UEFA de 2021 diante o Sevilla. Lucas Ocampos abriu o placar para o time espanhol, mas Goretzka empatou o jogo em 1 a 1 aos 34 minutos. A partida seguiu empatada e o médio foi substituído aos 99 minutos da prorrogação para entrada de Alphonso Davies. Cinco minutos depois, Javi Martínez garantiu o tento da vitória contra os oponentes e o Bayern comemorou o troféu ao apito final.
Apesar de ter conseguido o título Continental com o Bayern, o jogador não entrou em campo em nenhum jogo do Mundial de Clubes em 2021. Por conta da Pandemia de COVID-19, a edição de 2020 foi ser disputada somente no segundo mês do ano posterior. E foi por ter contraído Coronavírus que ele e Javi Martínez ficaram de fora da competição que viria a ser vencida pelos bávaros contra o Tigres na final.

## Seleção Alemã

### Rio 2016

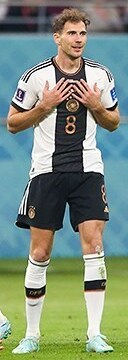
Goretzka em 2022.

Goretzka fez parte do time da Seleção Alemã de Futebol nas Olimpíadas de 2016, onde lesionou-se, e seu time viria a receber a medalha de prata da competição depois de perder a final para o Brasil nos pênaltis, após seu companheiro de equipe Nils Petersen errar o pênalti, em pleno Estádio Maracanã.

### Confederações 2017
Foi um dos convocados pelo técnico Joachim Löw para disputar a Copa das Confederações FIFA de 2017 na Rússia. Os alemães foram com um time alternativo dando oportunidade para jogadores talentosos que não possuem chance na seleção principal. Devido ao seu ótimo desempenho demonstrado ao longo da competição, Goretzka acabou recebendo chances com a seleção principal após a conquista. Durante a competição marcou três gols, sendo dois na vitória por 4x1 sobre o México na semifinal e o outro contra a Austrália na estreia, que acabou sendo decisivo para os alemães, tendo se sagrado campeão e artilheiro do torneio e recebendo a chuteira de prata da competição.

### Copa do Mundo 2018
Goretzka foi um dos convocados por Joachim Löw e recebeu a numeração 14 para a disputa da Copa do Mundo de 2018.

## Títulos
Bayern de Munique
- Supercopa da Alemanha: 2018, 2021, 2025[117]
- Campeonato Alemão: 2018–19, 2019–20, 2020–21, 2021–22, 2022–23 e 2024–25[118]
- Copa da Alemanha: 2018–19, 2019–20
- Liga dos Campeões da UEFA: 2019–20
- Supercopa da UEFA: 2020
- Copa do Mundo de Clubes da FIFA: 2020[119]

Alemanha
- Copa das Confederações FIFA: 2017

### Prêmios individuais
- Seleção do Campeonato Europeu Sub-17 2012
- Time ideal da Copa das Confederações FIFA de 2017
- Artilheiro da Copa das Confederações 2017 (3 gols)
- Melhor Jogador do Mês da Bundesliga: janeiro de 2019
- Seleção da Liga dos Campeões da UEFA: 2019–20[120]